# 任務式戰術指揮
任務式戰術指揮（德語：Auftragstaktik）是普魯士與德國自19世紀起使用的一種文化哲學，指在下達任務時僅強調指揮官的意圖而無瑣碎的細節，下屬擁有決定如何達成目標、自行設計出最好、最高效的成功方法的自主權，此一指揮形式被認為是德軍軍事作戰的重要原則，也被認為是普魯士—德國軍事史上多起重大勝利的重要因素。
1930年代，經於美國喬治亞州班寧堡步兵學校擔任交換軍官的德軍阿道夫·馮·謝爾上尉翻譯為「任務戰術」（英語：Mission Tactics）傳入英美。
普魯士總參謀長老赫尔穆特·冯·毛奇曾詮釋軍隊指令的邊界與範疇：
一般而言，最好只下達絕對必要的命令，並避免去計畫超出可預見範圍的事物。戰爭情勢的變化瞬息萬變，預先做出的長期詳細的規劃的指令很少按計劃執行。權力層級越高，命令就越簡短且概括，下級指揮官則添加所需的具體內容，執行的細節則留待口頭命令或指示。如此一來，每個人都能在其權限範圍內保有行動與決策的自由。
 — 赫尔穆特·冯·毛奇，《論大部隊指揮》（1869年）

## 註腳
1. 1 2  Vandergriff（2018年）
2. 1 2  奇蒂诺（2020年），第204页
3. ↑  凡德格里夫（2022年），第35、36-37页
4. ↑  凡德格里夫（2022年），第35页